# Nationalpark Hat Chao Mai
Der Nationalpark Hat Chao Mai (Thai: อุทยานแห่งชาติหาดเจ้าไหม) ist ein Nationalpark in der Südregion von Thailand.
Der 401 km² große Park wurde im Oktober 1981 eröffnet.

## Geographie
Der Nationalpark Hat Chao Mai liegt im Nordwesten der Provinz Trang im Landkreis (Amphoe) Sikao. Er besteht aus einem großen Teil der Andamanensee von etwa 137 km² und einem etwas kleineren Landgebiet von etwa 94 km².
Der große Teil umfasst die Festlandküste und insgesamt neun Inseln, von Ko Meng (เกาะเมง) an der nördlichen Grenze des Parks, über Ko Chueak (เกาะเชือก), Ko Pling (เกาะปลิง), Ko Waen (เกาะแหวน), Ko Muk (กาะมุกต์) bis hinunter zu Ko Kradan (เกาะกระดาน) und Ko Cha Mai an der südlichen Grenze des Parks. Die westliche Grenze des Parks verläuft zwischen Ko Chueak und Ko Ngai, welche nicht mehr zum Park zählt. Unter Wasser gibt es zahlreiche Korallenriffs, daher sind die Inseln ein beliebtes Gebiet für Taucher.
Der andere Teil liegt auf dem Festland. Er zieht sich von Chang Lang, einem kleinen Fischerort an der Küste, etwa 15 km weit ins Landesinnere bis zum Tambon Bo Nam Ron, wo sich auch eine Heiße Quelle befindet. In diesem Teil finden sich hauptsächlich schroffe Kalksteinfelsen und einige niedrige Berge, in denen Flüsse entspringen, die sich zum Khlong Bang Sak vereinigen. Der Khlong Bang Sak mündet später in den Trang-Fluss. Zwischen den Bergen befinden sich Grasebenen und Regenwald, zur Küste hin Mangroven-Wälder und Strand-Wald.

## Klima
Hat Chao Mai wird vom Nordost- und Südwest-Monsun beeinflusst, der fast das ganze Jahr über viel Regen bringt. Es können zwei Jahreszeiten unterschieden werden: von Januar bis April dauert die heiße Jahreszeit, während sich die Regenzeit von Mai bis Dezember hinzieht. Die mittleren Temperaturen im März und April liegen bei 35,2 °C, die tiefsten Temperaturen von 21,2 °C werden im Januar und Februar gemessen. Die relative Luftfeuchtigkeit beträgt das ganze Jahr über 80 %. Die mittlere Regenmenge wird mit 2187,3 mm beziffert. Im September fällt der meiste Regen, im Durchschnitt 158,8 mm.

## Flora und Fauna

### Pflanzenarten
Die Vegetation des Nationalparks Hat Chao Mai lässt sich in fünf Hauptgruppen gliedern. Der Regenwald erstreckt sich hauptsächlich über das Festland und den Osten von Ko Muk. Charakteristisch sind hier vor allem verschiedene Flügelfruchtgewächse, insbesondere Dipterocarpus chartaceous. Zwischen diesen Bäumen breiten sich große Bestände von Burmagras (Neyraudia reynaudiana, englisch: burma reed, silk reed) aus – einem bis zu 25 cm langen Gras. Auf den Inseln des Parks gedeiht Mischwald mit Arten wie dem Drachenbaum (Dracaena lourieri), der Dattelpalme (Phoenix paludosa) sowie Euphorbia lacel. Auch verschiedene Orchideen sind dort zu finden. Der sogenannte Strand-Wald wird dominiert von der Schachtelhalmblättrige Kasuarine (Cassuarina equisetifolia). Die weitläufigen Mangrovenwälder beherbergen Arten wie Rhizophora apiculata, Ceriops tagal und Xylocarpus granatum. Auf der dem Meer abgewandten Seite wachsen zudem Nipapalmen sowie Heritiera littoralis. Ergänzt wird die Flora des Parks durch eine Vielzahl an Wasserpflanzen, darunter Seegras und Seetang.

### Tierarten
Auch die Tierwelt des Parks ist vielfältig. An Land leben verschiedene Säugetiere wie der Südliche Serau, der Sumatra-Langur, der Indische Muntjak und der Java-Kantschil. Unter den Raubtieren befinden sich seltene Arten wie Felis bengalensis sowie der scheue Zwergotter. Im Meer ist der Dugong heimisch – eine in Thailand seltene Tierart, die ausschließlich in der Provinz Trang vorkommt. Er ernährt sich von den ausgedehnten Seegraswiesen vor der Küste und steht daher unter Schutz des Washingtoner Artenschutzübereinkommens.
Die Vogelwelt des Parks umfasst mindestens 55 Arten, die bis 1990 nachgewiesen wurden. Besonders hervorzuheben ist der stark gefährdete Riesenstorch (Ephippiorhynchus asiaticus), das inoffizielle Wappentier des Nationalparks, das sich hauptsächlich von Krabben und Muscheln ernährt. Daneben kommen verschiedene Schnepfenvögel, Schneereiher, Tüpfelgrünschenkel und Bernsteinseeschwalben vor.
Unter den Reptilien ist besonders die vom Aussterben bedrohte Batagur-Schildkröte bemerkenswert, die Berichten zufolge ebenfalls im Park gesichtet wurde. Zudem sind der Dunkle Tigerpython und der Netzpython in der Region verbreitet.